# Гальфдан Сміливий
Гальфдан Сміливий (давньоскан. Hálfdan snjalli, д/н — бл. 650) — легендарний конунг данів у Сконе.

## Життєпис
Про Гальфдана згадується в «Сазі про Гервер», «Сазі про Інглінгів», «Сазі про Ньялу» і «Як заселялася Норвегія». Сноррі Стурлусон повідомляв, що конунг Світйольду Інг'яльд Підступний видав свою дочку Асу заміж за Гудрйода, конунга Сконе. Аса була схожа характером зі своїм батьком, відомим своєю жорстокістю, і вбила Гудрйода, а також його брата Гальфдана Сміливого. Після загибелі Гудрйода вона була змушена тікати назад до батька. У відповідь на вбивство батька і стрийка Івар Широкі Обійми зібрав військо атакував свейського короля в Уппсалі, де той загинув.
У «Сазі про Гервер» повідомляється, що дружиною Гальфдана (йдеться не про Гальфдана Сміливого, а про його батька Гальфдана Старого) була Гільда, дочка «готського» короля Гейдрека Вовча Шкіра, сина Ангантюра. Останній отожнюється з Онгендом, конунгом Сілленду (центральна Ютландія). Водночас готи вже не мешкали в цих областях. Можливо маються на увазі геати. Тож шлюб між данами Сконе і Ютландії або Геталанду доволі можливий. Також йомвірніше за традицією Гальфдан розділив владу з братом Гудрьодом й також був конунгом.
Два інших ісландських джерела XIII століття вказують на англосаксонські зв'язки Гальфдана Сміливого. В одній із саг про Олафа Трюггвасона говориться, що він був одружений на Моалд Дігра, тітці якогось Кінріка (Цинріка), чий син Олаф став платником у Нортумбрії під керівництвом праправнука Гальфдана Сігурда Рінга. Сегуброт, фрагментарна сага про деяких легендарних шведських і датських королів, згадує, що Гальфдан був володарем Нортумбрії, як і його нащадки Івар Відфамн і Гаральд Бороводут після нього. У Sögubrot Гальфдан порівнюється з «Балдером серед Асів, і всі боги плакали [коли він загинув]». Це протиставляється його войовничому та інтриганському сину Івару, який уподібнюється до Мідгардського Змія.